# Janet Parker

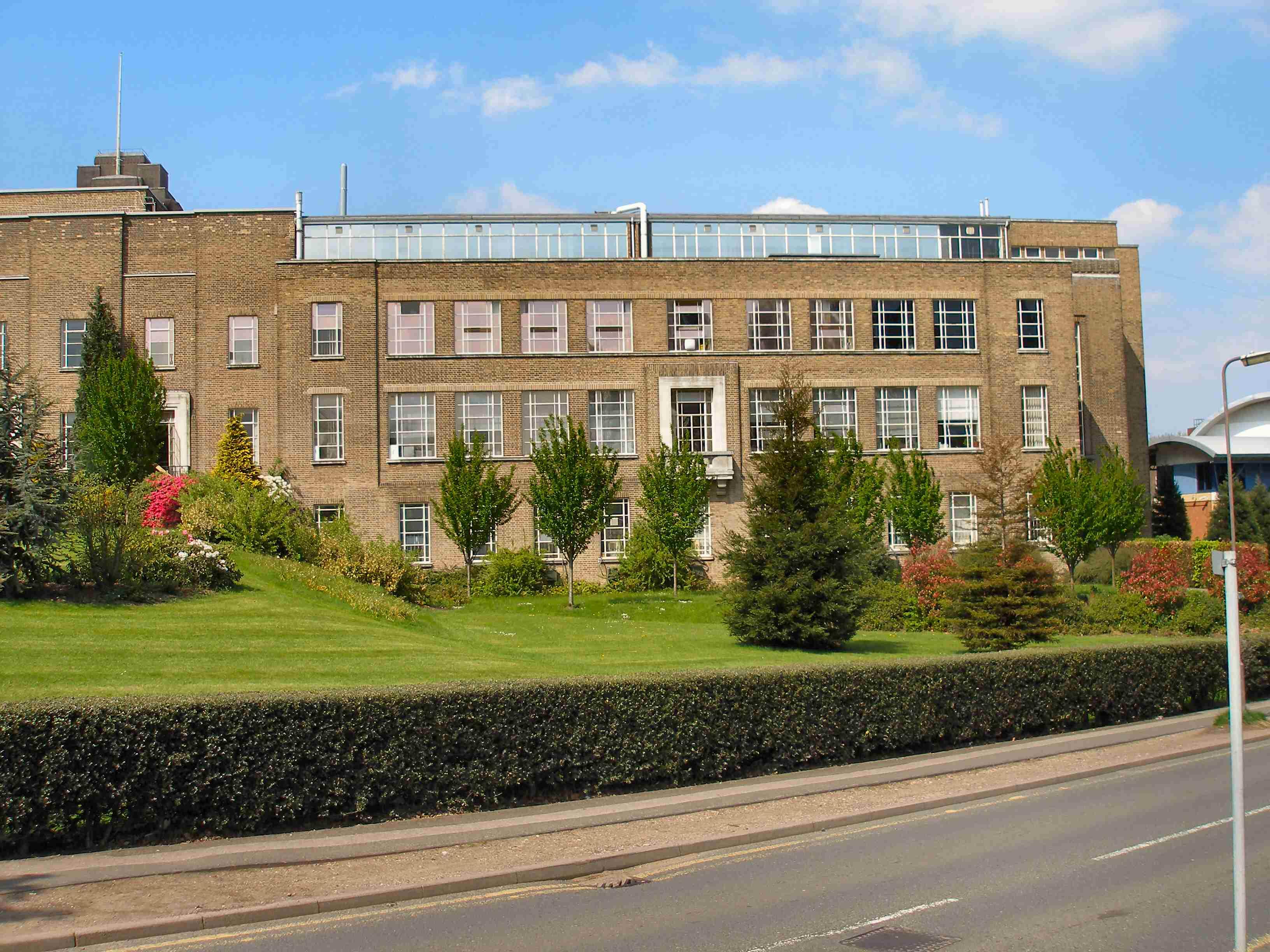
Der Ostflügel der medizinischen Hochschule in Birmingham

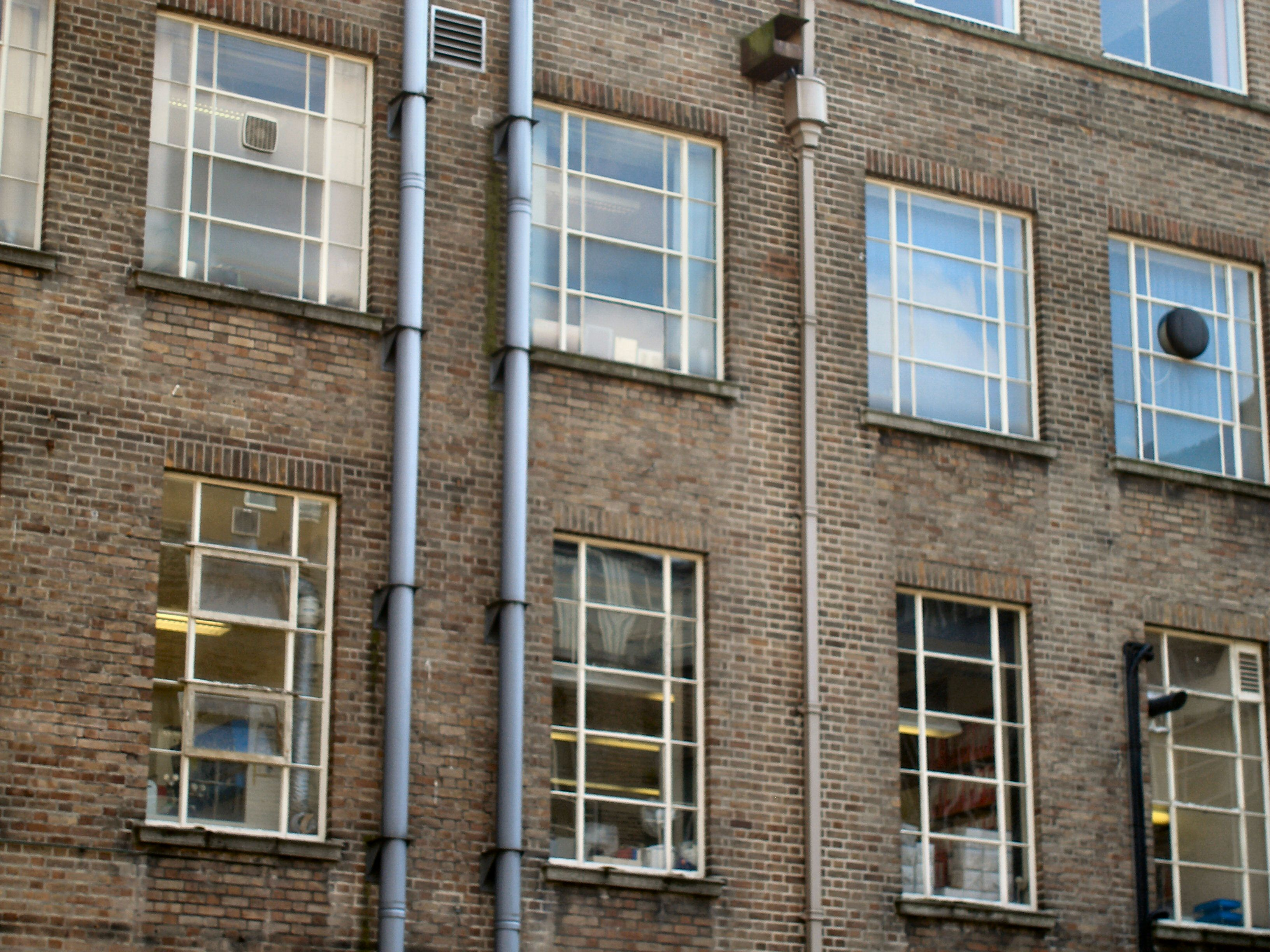
Die Rückseite der medizinischen Hochschule mit dem Pockenlabor im Erdgeschoss unterhalb der Räume, in denen Janet Parker arbeitete

Janet Parker (* März 1938; † 11. September 1978 in Birmingham) war eine britische medizinische Fotografin und ist das letzte bekannte Todesopfer der Pocken.

## Leben
Janet Parker hatte als Polizeifotografin gearbeitet, den Beruf aber wegen der unregelmäßigen Arbeitszeiten aufgegeben. 1975 begann sie an der Medizinischen Fakultät der Universität Birmingham zu arbeiten, wo auch Experimente mit Pockenviren durchgeführt wurden. Parkers Arbeit umfasste hauptsächlich Mikrofotografien fixierter Objektträger und Fotografien für Illustrationen. Gelegentlich wurde sie gebeten, Fotos der Primaten in der Abteilung für Anatomie zu machen.
Parker galt als gute Fotografin und als besonnene und gute Kollegin. Sie hatte Freunde unter den Mitarbeitern der Anatomie-Abteilung; es gibt jedoch keinen Hinweis darauf, dass sie je das Pockenlabor besucht hätte, obwohl es nur etwa 15 Meter von ihrer Arbeitsstelle entfernt lag.

## Tod

### Zusammenfassung
Professor Henry S. Bedson, Leiter der Mikrobiologie-Abteilung an der Medizinischen Fakultät der University of Birmingham, sah sich durch die Aufforderung, seine Pockenbestände fristgerecht zu zerstören, unter Druck gesetzt.
WHO-Inspektoren hatten das Birminghamer Pockenlabor bereits zuvor als „nicht zufriedenstellend sicher“ beurteilt, jedoch nicht die Kompetenz, seine Schließung anzuordnen.

Plan des Birminghamer Pockenlabors im Jahr 1978: A = Pockenlabor; B = Tierpockenlabor; C = Gewebekulturenlabor; E = Flur mit Schwingensperre; D = interne Servicekanäle mit Zugangsklappen. Die Position der beiden Sicherheitsschränke wird oben gezeigt, die Absaugkanäle zu den Fenstern sind mit schwarzen Pfeilen markiert. Die Kreise stellen Zentrifugen dar und die Quadrate verschiedene Inkubatoren und Kühlschränke. Das Labor war etwa 9,5 Meter breit.

Wie sich später herausstellte, nahmen wohl Pockenviren in Bedsons Labor Aerosolform an und gelangten über Luftkanäle ein Stockwerk höher in ein Fotostudio und dessen Dunkelkammer. Die 40-jährige Fotografin Parker infizierte sich so und starb, obwohl sie zwölf Jahre zuvor gegen Pocken geimpft worden war. Sie übertrug vorher das Virus auf ihre Mutter, die auch krank wurde, aber überlebte. Ihr Vater wurde nicht infiziert, erlag aber, als er seine sterbende Tochter im Krankenhaus besuchte, einem Herzinfarkt.

### Vorgeschichte des Birminghamer Pockenlabors
Das Pockenlabor wurde von der WHO finanziell unterstützt, jedoch Anfang Mai 1978 von Inspektoren besucht, da die WHO entschieden hatte, alle Arbeit mit Pocken zum Ende des Jahres 1978 nur noch in London, Atlanta, Moskau, Tokio und Bilthoven in den Niederlanden durchzuführen. Die Inspektoren von der Weltgesundheitsorganisation, die das Birminghamer Pockenlabor besuchten, drückten Henry Bedson gegenüber ihre Besorgnis über den Mangel an bestimmten Sicherheitsmaßnahmen aus und empfahlen deren Verbesserungen. Sie sahen jedoch keinen Grund, die Forschung an Pocken in dem Labor vor Ende des Jahres 1978 einzustellen.

### Infektion und Tod Parkers
Parkers Krankheit begann am 11. August mit grippalen Symptomen. Am 15./16. August entwickelte sie „Flecken“ auf Gliedmaßen, Rumpf und Gesicht. Am 16. August verschrieb ihr Hausarzt L. E. Arundel ein Antibiotikum. Zwei Tage später wurde sie zu Hause von dem Arzt G. M. Hoto untersucht, der andere Antibiotika verschrieb. Da sie weitere Flecken entwickelte, wurde sie am Vormittag des 24. August vom Hausarzt ihrer Eltern, A. R. Price, besucht, der sie ins Krankenhaus einwies.
Am Donnerstag, dem 24. August 1978 um 15:00 Uhr wurde Alasdair Geddes, diensthabender Arzt im East Birmingham Hospital, von H. V. Morgan darum gebeten, in das Krankenhaus zu kommen, um bei Parker, die dort auf der Isolierstation behandelt wurde, einen Verdacht auf Pocken zu untersuchen.
Bei der Untersuchung fieberte Parker und klagte über Schmerzen in den Gliedmaßen, war aber bei vollem Bewusstsein und klar. Ihre Temperatur lag bei 38,3 °C. Es war ein generalisierter (eiter-)bläschenartiger Ausschlag auf allen Bereichen der Haut, einschließlich der Handflächen und Fußsohlen erkennbar. Die Läsionen waren hauptsächlich rund, mit umgebenden Hautrötungen. Der Ausschlag war auf dem Gesicht halbverschmelzend.
Alasdair Geddes ließ Proben von Flüssigkeit aus drei Bläschen nehmen und in das Pockenlabor an der Medizinischen Fakultät bringen, wo Henry Bedson eine virologische Untersuchung der Proben vornahm. Unter Elektronenmikroskopie zeigten sich quaderförmige Teilchen, die stark auf Pockenviren hindeuteten. Sofort wurde W. Nicol als Verantwortlicher der Birmingham Area Health Authority über den Sachstand in Kenntnis gesetzt. Er reiste so schnell er konnte in das Spital, in dem Parker versorgt wurde. Hier wurde ein Dringlichkeitskomitee eingerichtet.
Gegen 22 Uhr wurde Janet Parker in das Catherine-de-Barnes Hospital überstellt. Ihr Bettzeug wurde vernichtet und der Raum, in dem sie im East Birmingham Hospital versorgt worden war, mit Formaldehyd desinfiziert. Durch das Dringlichkeitskomitee wurde dann eine Liste von Personen erstellt, mit denen Parker Kontakt gehabt hatte. Diese wurden umgehend gegen Pocken geimpft, darunter Janet Parkers Ehemann und ihre Eltern. W. Nicol ließ das East Birmingham schließen und alle Patienten und das Personal, die sich mit Parker dort aufgehalten hatten, wurden immunisiert.
Da das Birminghamer Pockenlabor als Ursprungsort von Parkers Krankheit vermutet wurde, wurden alle Arbeiten dort eingestellt, nachdem Proben für die Analyse an andere Institute gesandt worden waren.
Alasdair Geddes und Henry Bedson untersuchten die Abteilung für Anatomie, in der Janet Parker gearbeitet hatte. Im davor liegenden Hof stellten sie fest, dass ein Luftkanal – ein blaues Metallrohr von ca. 18 Metern Länge – in den Raum führte, in dem Parker gearbeitet hatte. Dieser Kanal führte auch am Pockenlabor vorbei und konnte daher eine Quelle der Infektion sein. Daher wurden das Labor und die Abteilung für Anatomie versiegelt und mit Gas geflutet.
Am 11. September 1978 erlag Janet Parker den Pocken.

## Folgen
Professor Bedson war ob des von ihm zu verantwortenden Zwischenfalls derart verzweifelt, dass er sich in seinem Geräteschuppen die Kehle aufschnitt und 5 Tage später im Krankenhaus, am 6. September 1978, starb. Er hinterließ einen Abschiedsbrief, in dem er schrieb: „Es tut mir leid, das Vertrauen, welches so viele meiner Freunde und Kollegen in mich und meine Arbeit gesetzt haben, enttäuscht zu haben.“